# 他文语
他文语是一种在老挝和泰国由他文族人使用的语言。在老挝大约有1,770名使用者，主要集中在波里坎塞省坎格县。另有750名使用者生活在泰国沙功那空府颂道县的Ban Nong Waeng (在Pathum Wapi乡)、Ban Nong Charoen和Ban Nong Muang。
他文语在韵尾展现出清与气声、无标记与声门化的4重对立。这和比尔语支的情况很像，不过它的声门化落在元音上。（页面存档备份，存于）

## 更多
Suwilai Premsrirat (1996) Phonological characteristics of So (Thavung), a Vietic language of Thailand （页面存档备份，存于）